# Gnétumok
A gnétumok (Gnetopsida) a leplesmagvúak törzsének (Gnetophyta) egyik osztálya. A régi rendszerekben (pl. Soó Rezső, Hortobágyi Tibor stb.) a nyitvatermők (Gymnospermatophyta) törzsének egyik osztálya a leplesmagvú nyitvatermők (Chlamydospermatophytina) altörzsén belül. Kivétel nélkül forró égövi, trópusi növények, mintegy 40 fajjal. Egyes sajátosságaik (főeres lomblevélzet, heteroxyl fa stb.) már a zárvatermők felé mutatnak, de ezek mind konvergens sajátosságok, a gnétumok és mellettük a csikófarkfélék (Ephedraceae), valamint a Wellwitschopsida osztály a zárvatermők testvércsoportjai, és semmifélekképpen sem elődei, ahogyan azt sokáig gondolták a botanikusok.

## Rendszertani felosztása
Az osztály egyetlen rendje a Gnetales Luersson. Ezt három családra bontják:
- csikófarkfélék (Ephedraceae) család egy nemzetséggel:
  - Ephedra
- gnétumfélék (Gnetaceae) család egy nemzetséggel:
  - gnétum (Gnetum)
- Welwitschiaceae Markgr.család egy nemzetséggel:
  - Welwitschia, egyetlen fajjal:
    - velvícsia (Welwitschia mirabilis)